# Cito-arrest
Het Cito-arrest is een belangrijk arrest van de Nederlandse Hoge Raad
(HR 24 oktober 1978, NJ 1979/52). In dit arrest heeft de Hoge Raad voor het eerst een criterium geformuleerd voor de grens tussen een voorbereidingshandeling en een begin van uitvoering bij het plegen van een misdrijf. Het wordt in de rechtswetenschap als standaardarrest beschouwd.

## Casus
Twee mannen waren van plan om uitzendbureau Cito te Amsterdam te beroven nadat een geldauto geld had afgeleverd ten behoeve van de wekelijkse uitbetaling. Ze hadden zich onherkenbaar gemaakt met een bromfietshelm en een sjaal of een stuk trui voor het gezicht. De ene persoon had een met scherpe patronen geladen, schietklaar pistool bij zich, de ander een lege weekendtas.  Ze zijn de trap opgelopen en hebben bij de gesloten voordeur aangebeld. De voordeur werd echter niet geopend en de overvallers werden ter plekke door de gewaarschuwde politie aangehouden.
Voor de rechter hadden de mannen als verweer, dat hun optreden slechts bedoeld was als generale repetitie voor een overval op een later moment. Het zou dus een voorbereiding zijn geweest en geen begin van uitvoering van een voorgenomen misdrijf. (Het huidige artikel 46 Sr (strafbare voorbereiding) bestond toen nog niet.)

## Rechtsvraag
is er sprake van een begin van uitvoering of slechts van een voorbereidingshandeling? (begin van uitvoering)

## Procesgang
Verdachte (de man met de weekendtas) is door de rechtbank veroordeeld wegens poging tot diefstal. Dit vonnis is in hoger beroep door het hof bij verstek bevestigd. Het cassatieberoep is aangevangen met een brief van verdachte uit een buitenlandse cel. Het cassatieberoep is door de Hoge Raad ontvankelijk verklaard en verworpen.

### Hoge Raad
De Hoge Raad oordeelde dat het bij een te overvallen kantoor aanbellen met gedeeltelijk afgedekt gelaat, een schietklaar vuurwapen en een lege weekendtas zijn aan te merken als begin van uitvoering van het voorgenomen misdrijf. Gedragingen zijn als een begin van uitvoering van het voorgenomen misdrijf aan te merken "als zij naar haar uiterlijke verschijningsvorm moeten worden beschouwd als te zijn gericht op de voltooiing van het misdrijf". 

## Conclusie
Dit criterium (uiterlijke verschijningsvorm) is sindsdien gevestigde rechtspraak. In het Grenswisselkantoor-arrest (1987) is deze formulering geprolongeerd.